# 徳市神明社
徳市神明社（とくいちしんめいしゃ）は、富山県高岡市戸出徳市にある神社である。旧社格は村社。

## 祭神
天照皇大神・豊受大神

## 歴史
古くは小字家建島に鎮座していたとされるがその創建は不詳である。現在は小字ウナミの古い庄川堤防上の高台に鎮座する。

## 境内社

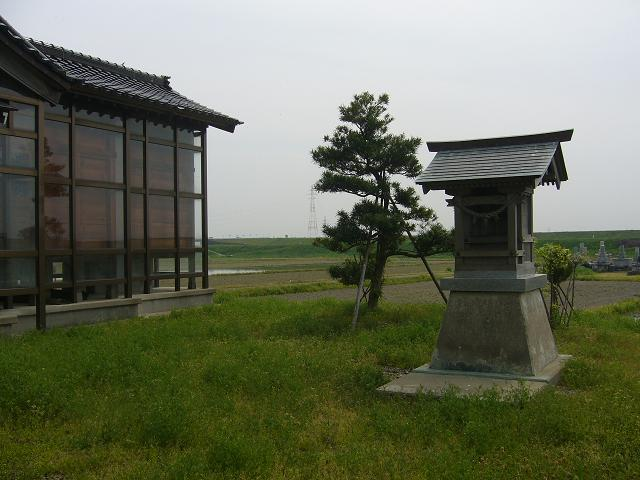
境内の豊受大神を祀る神明社（2008年5月撮影）

境内に豊受大神を祀る末社の神明社がある。